# Citrongul parkmätare
Citrongul parkmätare Gandaritis pyraliata (eller Eulithis pyraliata som den benämns i Catalogue of Life) är en fjärilsart som beskrevs av Michael Denis och Ignaz Schiffermüller 1775. Citrongul parkmätare ingår i släktet Gandaritis, (Eulithis enligt Catalogue of Life) och familjen mätare, Geometridae. Arten är reproducerande i Sverige. Inga underarter finns listade i Catalogue of Life.
Denna fjäril når ett vingspann på 29 till 33 mm. Arten har en gul grundfärg på kroppen och på vingarna. På framvingarna förekommer mörka tvärlinjer som står nästan vinkelrätt mot vingarnas framkanter. När den citrongula parkmätaren vilar är bakvingarna gömda under framvingarna. Den gröna larven är smal och på varje kroppssida finns en längsgående vit linje.
De fullutvecklade exemplaren flyger under natten mellan juli och augusti. Larverna äter huvudsakligen måror. Det är äggen som övervintrar.

## Bildgalleri

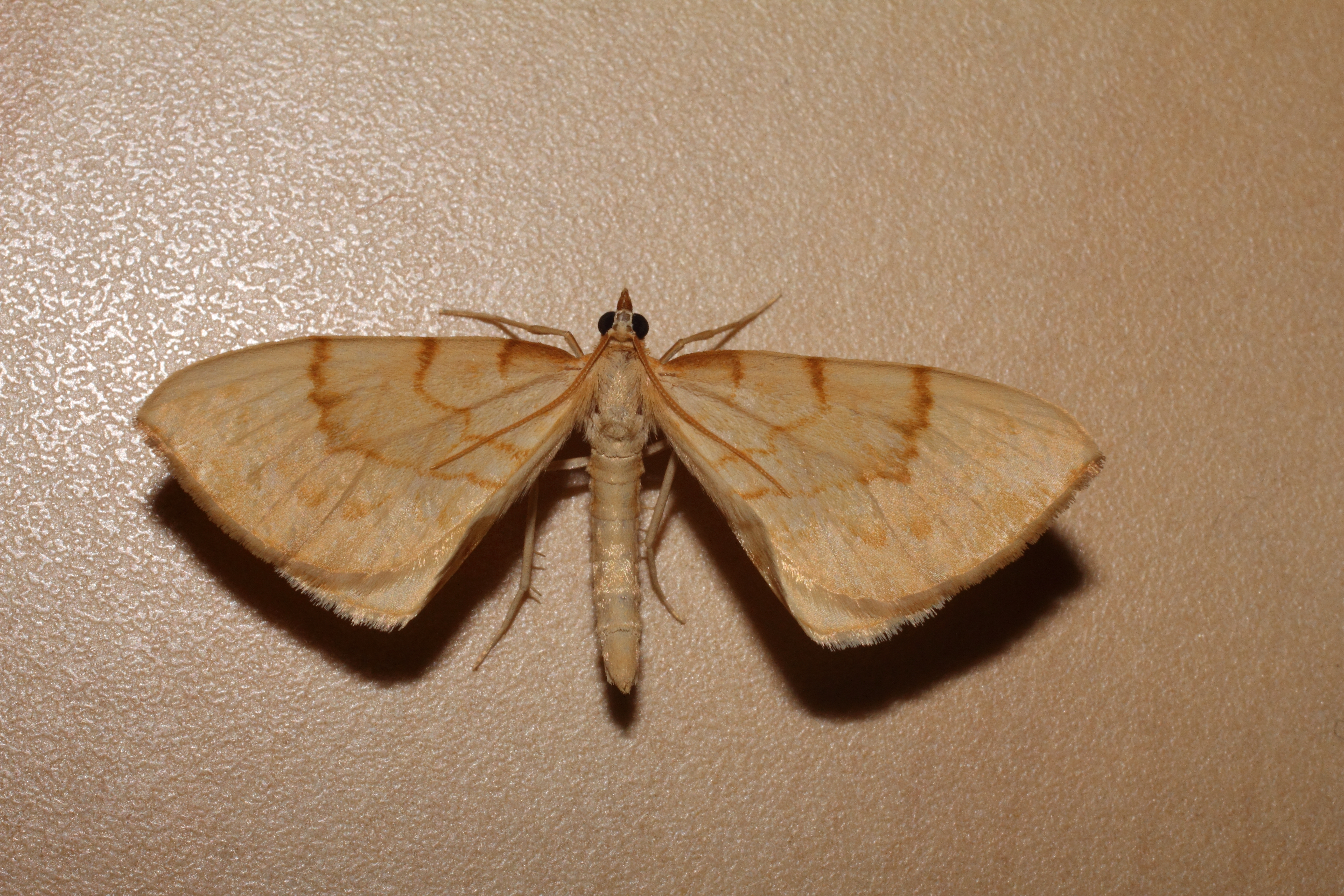
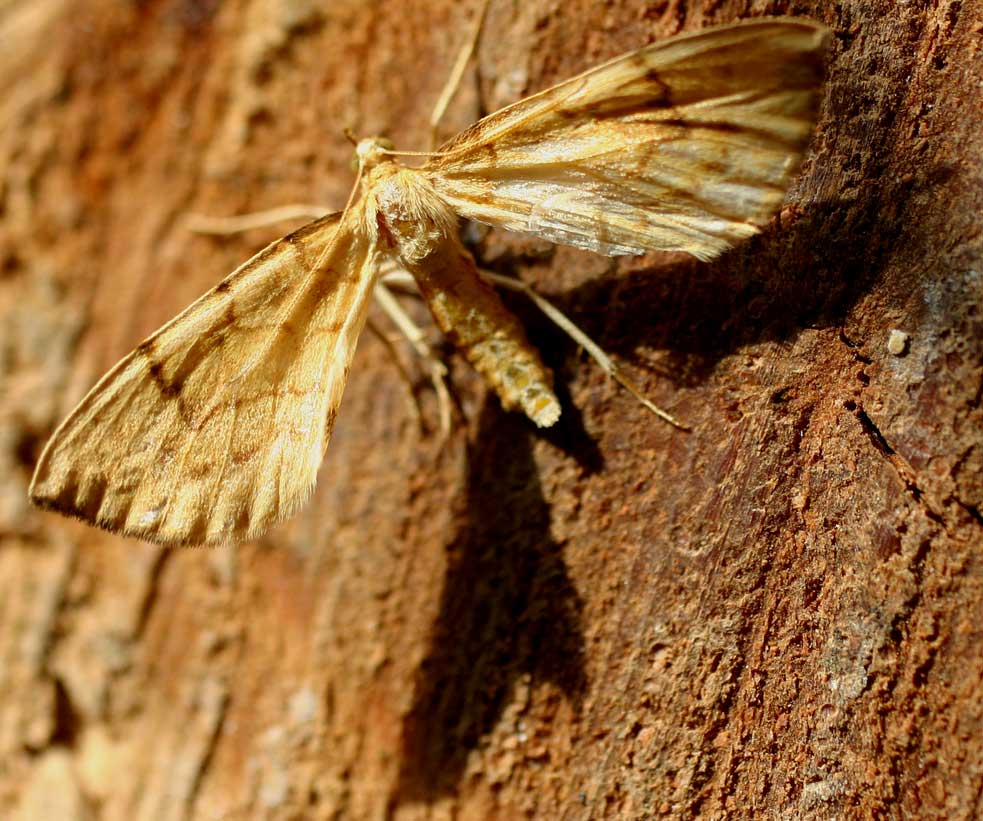
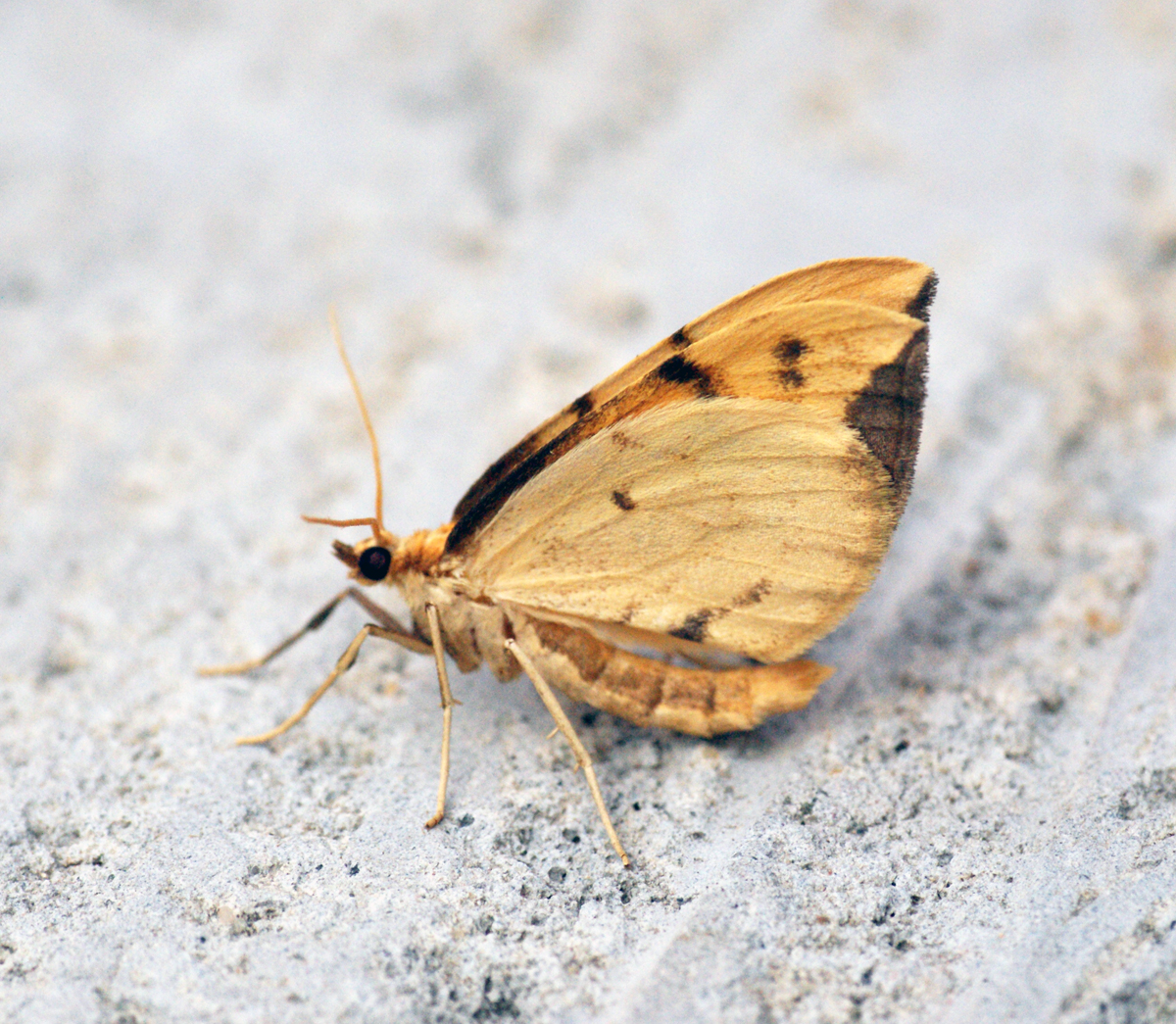